# برج ۱۹۱ پیچتری

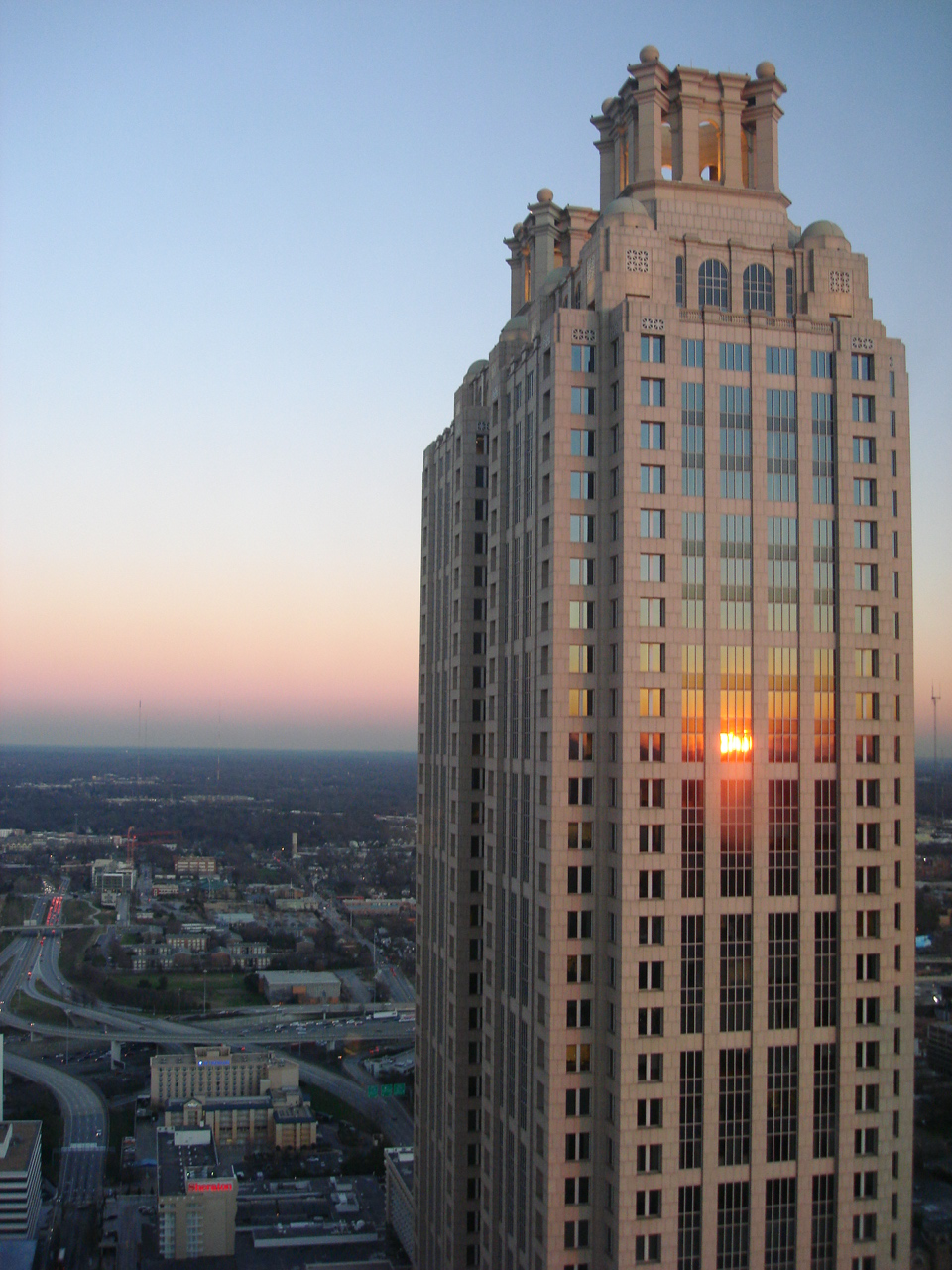

برج ۱۹۱ پیچتری (به انگلیسی: 191 Peachtree Tower) نام یک برج مرتفع در آتلانتا است. معمار آن فیلیپ جانسون است.
این بنا در سال ۱۹۹۰ ساخته شد و از نوع تجاری-اداری است. ارتفاع آن تا سقف ۷۷۰ فوت (۲۳۵ متر)، و تعداد طبقات آن ۵۰ است.
برج پیچ تری ۱۹۱ چهارمین آسمانخراش بلند در آتلانتا است و جزء ۲۰۰ ساختمان بلند دنیاست.